# ミゲル・アンヘル・ポルトゥガル
ミゲル・アンヘル・ポルトゥガル・ビカリオ（Miguel Ángel Portugal Vicario, 1955年11月28日 - ）は、スペイン・ブルゴス出身の元サッカー選手、サッカー指導者。現役時代のポジションはミッドフィールダー。

## 経歴
地元のクラブのブルゴスCFの下部組織出身で、1977年にトップチームデビューした。1979年にレアル・マドリードに移籍し、アルフレッド・ディ・ステファノ監督らの下でプレーした。1981年にはUEFAチャンピオンズカップの決勝に進出したが、リヴァプールFCに敗れた。リーガ・エスパニョーラとコパ・デル・レイのタイトルを獲得している。その後はラージョ・バジェカーノやCDカステリョンなどでプレーし、コルドバCFを最後に引退した。
コーチライセンス取得後、3部のヒムナスティカ・アランディナの監督に就任。1998-99シーズンに指揮したレアル・マドリードBでは、チームを2部昇格リーグに導いた。CDトレドの監督を経て、レアル・マドリードの国際部門を担当し、世界各国を駆け巡った。コルドバCFにスポーツ部長として復帰し、2003-04シーズンには監督を務めた。再びレアル・マドリードに戻ると、トップチームのヴァンデルレイ・ルシェンブルゴの辞任によりカスティージャのフアン・ラモン・ロペス・カロがトップチームの監督に就任したため、ポルトゥガルがレアル・マドリード・カスティージャの監督に就任した。2006年7月6日にラシン・サンタンデールの監督に就任。ニコラ・ジギッチやペドロ・ムニティスらの個性を十分に生かしたチームを作り、それまで残留争いの常連だったクラブを10位に躍進させた。2009年11月19日、降格圏近くに低迷していたラシン・サンタンデール監督に復帰。その後の14試合で勝ち点27を挙げ、チーム状態を立て直した。2009-10シーズン後半戦はわずか3勝しか挙げられず、最終節まで残留が決まらなかったが、最終節のスポルティング・ヒホン戦に勝利して16位でシーズンを終えた。2010-11シーズンは開幕から不振にあえぎ、16位と低迷していた2011年2月に解任された。